# Motivert
Motivert je srpski muzičar koji se bavi muzikom još od 2018. Od 2018. do 2020. je bio pod umetničkim imenom Coa Brat.

## Diskografija

### Albumi/EP
- Vidimo se opet (2019)
- Fate (2019)
- 12:12 (2020)
- Sa reči na dela (2021)
- Isceljenje (2022)
- Promene (2022)
- Promene 2 (2023)
- Ljubav i novac (2023)
- ID (2024)